# پوندرزا پاین (نیومکزیکو)
پوندرزا پاین (به انگلیسی: Ponderosa Pine) یک منطقهٔ مسکونی در ایالات متحده آمریکا است که در شهرستان برنالیو، نیومکزیکو واقع شده‌است. پوندرزا پاین ۲۰٫۹ کیلومتر مربع مساحت و ۱٬۱۹۵ نفر جمعیت دارد و ۲٬۲۶۷٫۷۴ متر بالاتر از سطح دریا واقع شده‌است.